# 写真工学
写真工学（しゃしんこうがく）とは、写真をレンズを通して光学器械に拠り撮影し、画像を可視化するための応用光学と精密機械工学の技術分野を経て画像処理により印写変換に係る操作を研究する工学の学的領域をいう。

## 概要
この学門領域は「画像工学」(Image science)の分野に属し、光学レンズ・光学器械・光電変換・伝送・画像形成・画像処理・現像処理・可視化の分野を取り扱う。伝統的には，光を結像・画像(潜像)を形成するまでの応用物理系の分野と、その結像された潜像面の光(hν)のエネルギーを化学反応を経て可視化させる電気化学（励起エネルギーの光化学反応）と現像処理・色彩画像形成処理の分野の写真化学の物理化学系の分野が主流であるが、デジタル画像処理に拠る、等価回路を経て結像した光電画像を液晶画像として論理回路により可視化変換する電子工学系の分野が加わった。

## 写真工学の現在
現在では、伝統的銀塩系とデジタル画像系の二系統が並存し、最終成果物も画像処理を経た印画と、電子媒体の(01...マトリックス・BGR色分解)の論理構成画像によるデジタル画像の二種があり、前者が応用化学に属し、後者は電子工学に属する。現在同名の講義を有する高等機関は東京工芸大学工学部のメディア画像学科中「写真工学」（犬井正男 担当）の講義課目等が残るのみである。かつて、学校設立時から2005年までには、東京工芸大学工学部および千葉大学工学部に「工学部写真工学科」が存在して印刷工学科と比肩し、上記の講義・実験・卒業研究を行っていた。